# The Company of Biologists
The Company of Biologists is een Britse charitatieve instelling en uitgeverij zonder winstoogmerk. De organisatie werd in 1925 opgericht door de zeebioloog George Parker Hidder en heeft als doel het bevorderen van onderzoek op het gebied van de biologie.
De organisatie is gevestigd in Cambridge. 

## Activiteiten
In 2012 gaf ze vijf wetenschappelijke tijdschriften uit:
- Development, opgericht in 1953,
- Disease Models & Mechanisms, opgericht in 2008,
- Journal of Cell Science, overgenomen in 1947,
- Journal of Experimental Biology, overgenomen in 1925, en
- Biology Open, opgericht in 2012.

Verder geeft de organisatie onderzoekssubsidies en beurzen aan biologen.